# Prebischtor

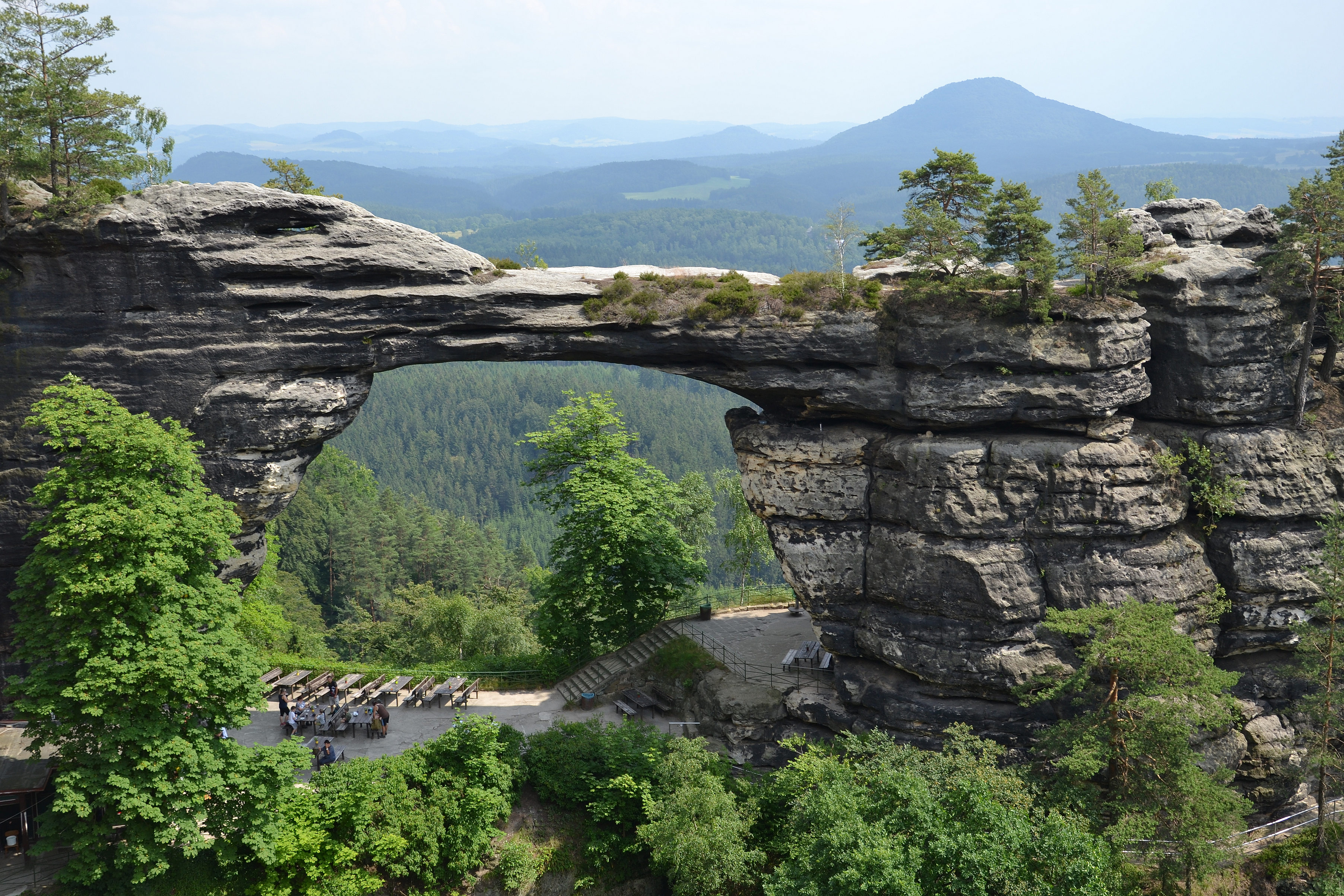
Blick auf das Prebischtor

Das Prebischtor (tschechisch: Pravčická brána) befindet sich in der Böhmischen Schweiz. Das schlanke Felsgebilde ist die größte natürliche Sandstein-Felsbrücke Europas. Mit einer Spannweite von 26,5, einer lichten Höhe von 16, einer maximalen Breite von acht und einer Torbogenstärke von drei Metern gehört es zu den herausragendsten Naturdenkmälern des Elbsandsteingebirges.

## Namensherkunft
In Grenzurkunden von 1410 und 1451 wird erstmals „Das große Tor“ erwähnt. Den Namen Prebischtor erhielt es erst um 1800, zunächst noch als „Das Thor am Prebischgrunde“ unter Bezug auf Flurnamen in der Umgebung mit der Bezeichnung Prebisch oder Priebsch. Der Wortstamm „pribi“ ist slawischen Ursprungs und bedeutet wachsen.

## Geschichte
1826 wurde am Prebischtor ein Wirtshaus errichtet. 1881 ließ Fürst Edmund von Clary-Aldringen an dessen Stelle das Hotel „Falkennest“ (tschechisch: Sokolí hnízdo) mit 50 Betten erbauen.
Wegen der starken Erosion durch den Besucherverkehr darf die Felsenbrücke seit 1982 nicht mehr betreten werden. Die Stahltreppen, die auf das Tor führten, wurden ebenso wie die Geländer auf dem Prebischtor demontiert. Das gesamte Gelände des Prebischtors befindet sich seit der Privatisierung des Hotels in Privatbesitz und ist während der Öffnungszeiten gegen ein Eintrittsgeld zugänglich.

## Wanderrouten

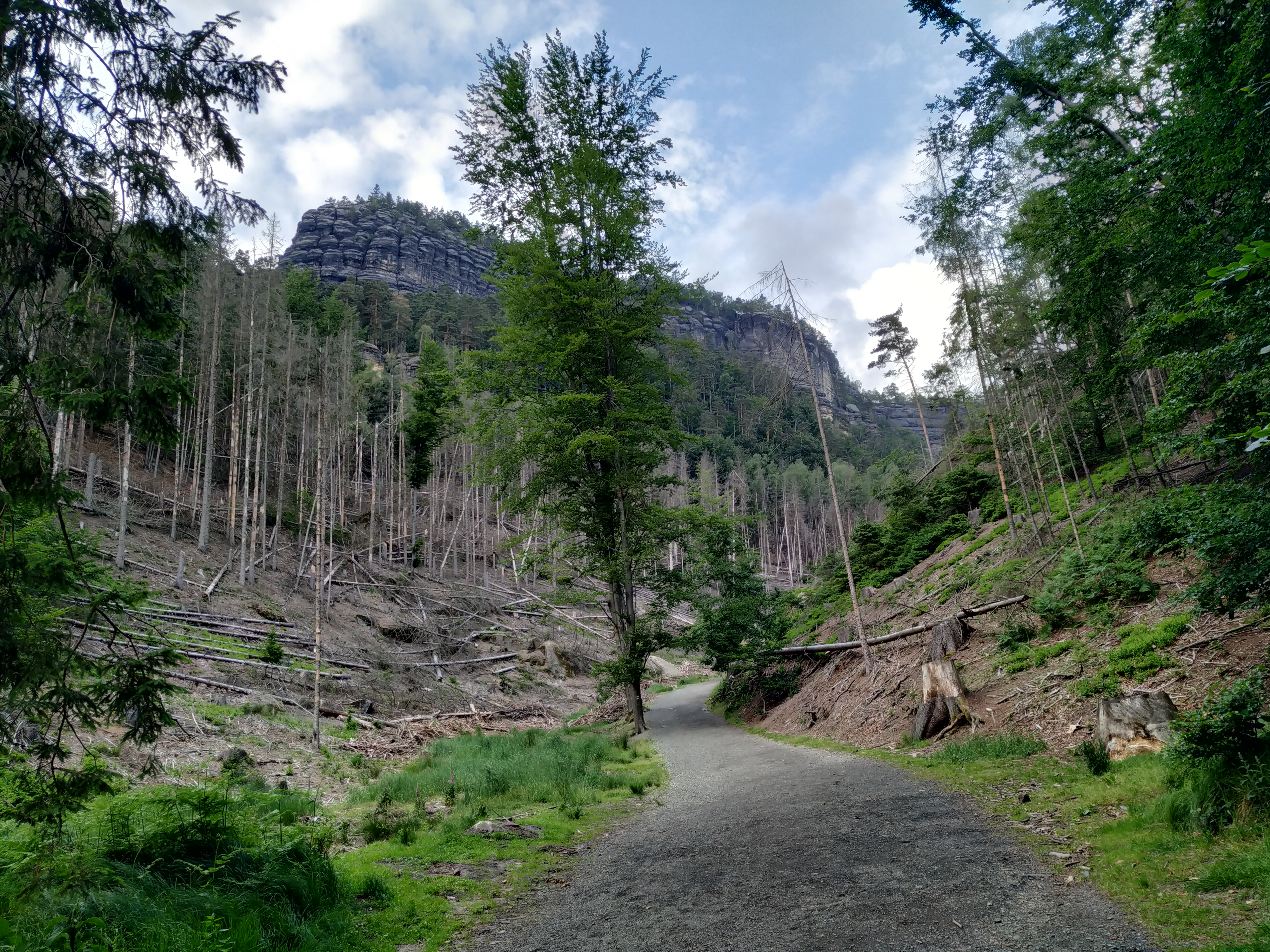
Aufstieg von Hřensko

Unterhalb des Prebischtors führt der Bergwanderweg Eisenach–Budapest entlang. Das Prebischtor ist offiziell nur von tschechischer Seite aus zugänglich. Es kann über einen Wanderweg von Hřensko (Herrnskretschen) oder über den Gabrielensteig von Mezní Louka (Rainwiese) erreicht werden. Seit dem Waldbrand in der Region im Juli und August 2022 ist der Gabrielensteig bis 2027 gesperrt. Der bis 1945 von deutscher Seite zum Prebischtor führende Fremdenweg endet heute in der Nähe des Krinitzgrabs unterhalb des Großen Winterbergs. Der restliche Wegeverlauf zur deutsch-tschechischen Grenze liegt in der Kernzone des Nationalparks Sächsische Schweiz und ist für Wanderer gesperrt, ebenso die Fortsetzung auf tschechischer Seite im Nationalpark Böhmische Schweiz.

## Filme
Einige Landschaftsaufnahmen zum 2005 veröffentlichten Film Die Chroniken von Narnia: Der König von Narnia wurden hier gedreht. Da das Prebischtor nicht mehr betreten werden darf, wurden die Aufnahmen, in denen die Darsteller scheinbar über die Felsbrücke laufen, nachträglich im Studio gedreht und eingefügt. Auch im Film "Die Hüterin der Wahrheit – Dinas Bestimmung" sind das Prebischtor sowie der Unterteil des Hotels als Kulisse zu sehen.

## Galerie

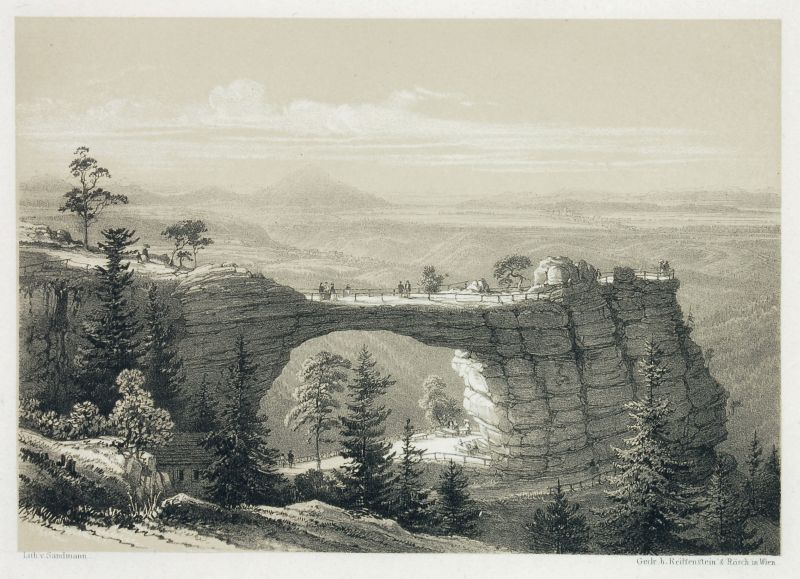
Historische Ansicht (Blick von Norden) aus dem 19. Jahrhundert mit Besuchern auf der Felsenbrücke
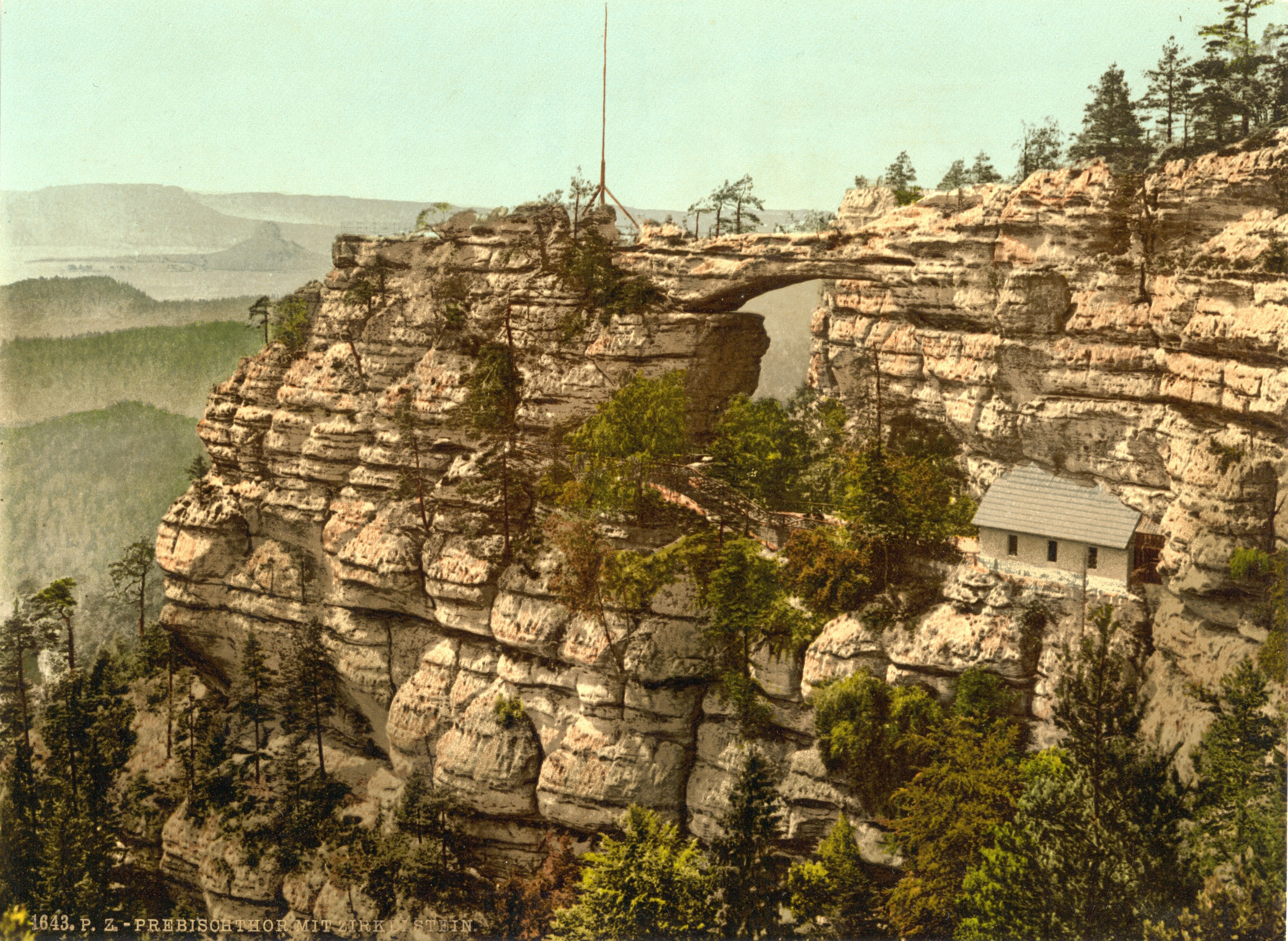
Historische Ansicht (Blick von Süden), dieser Blickwinkel ist heute aufgrund der Lage in der Kernzone des Nationalpark Böhmische Schweiz nicht mehr offiziell erreichbar
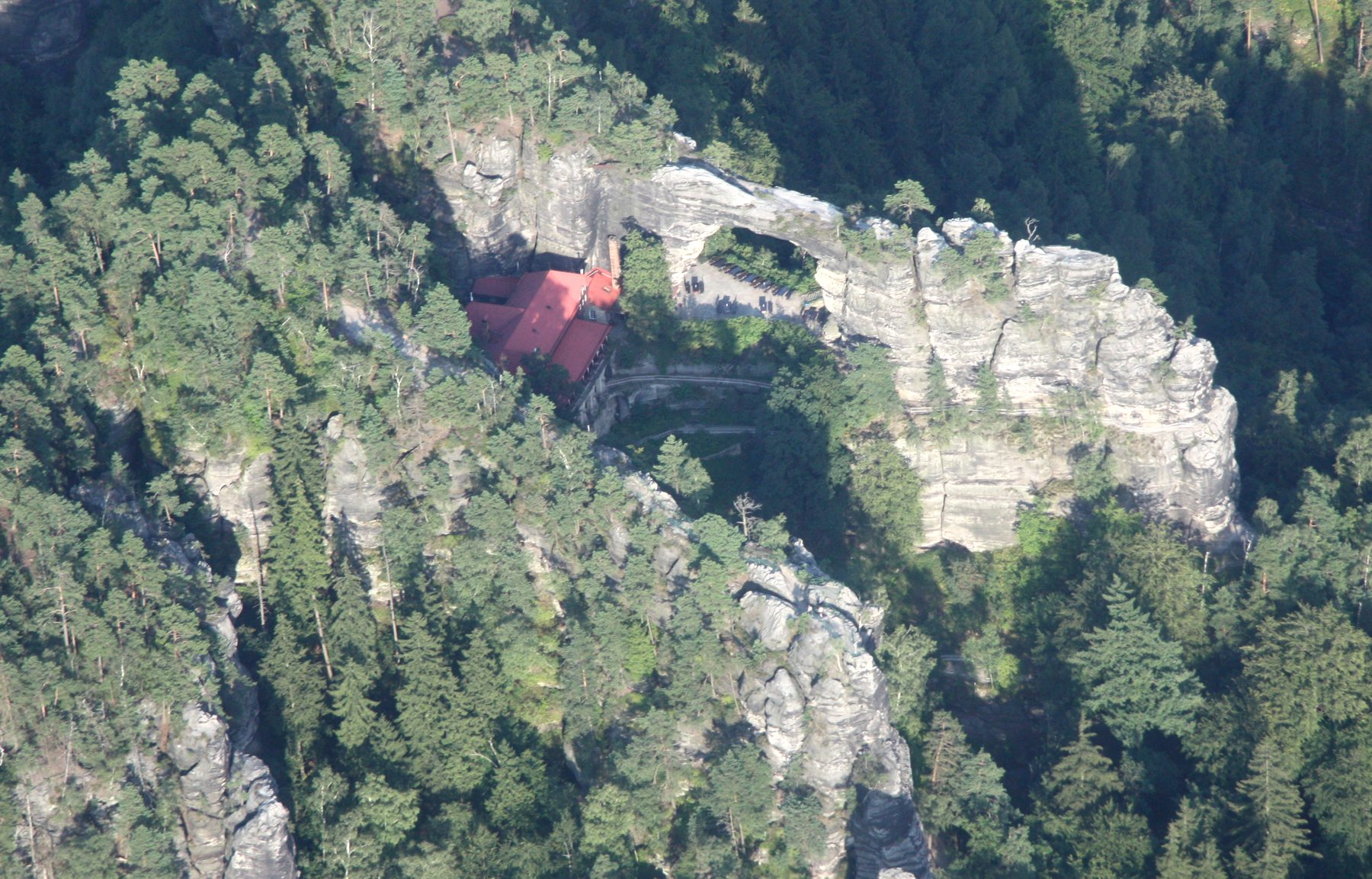
Luftaufnahme des Areals
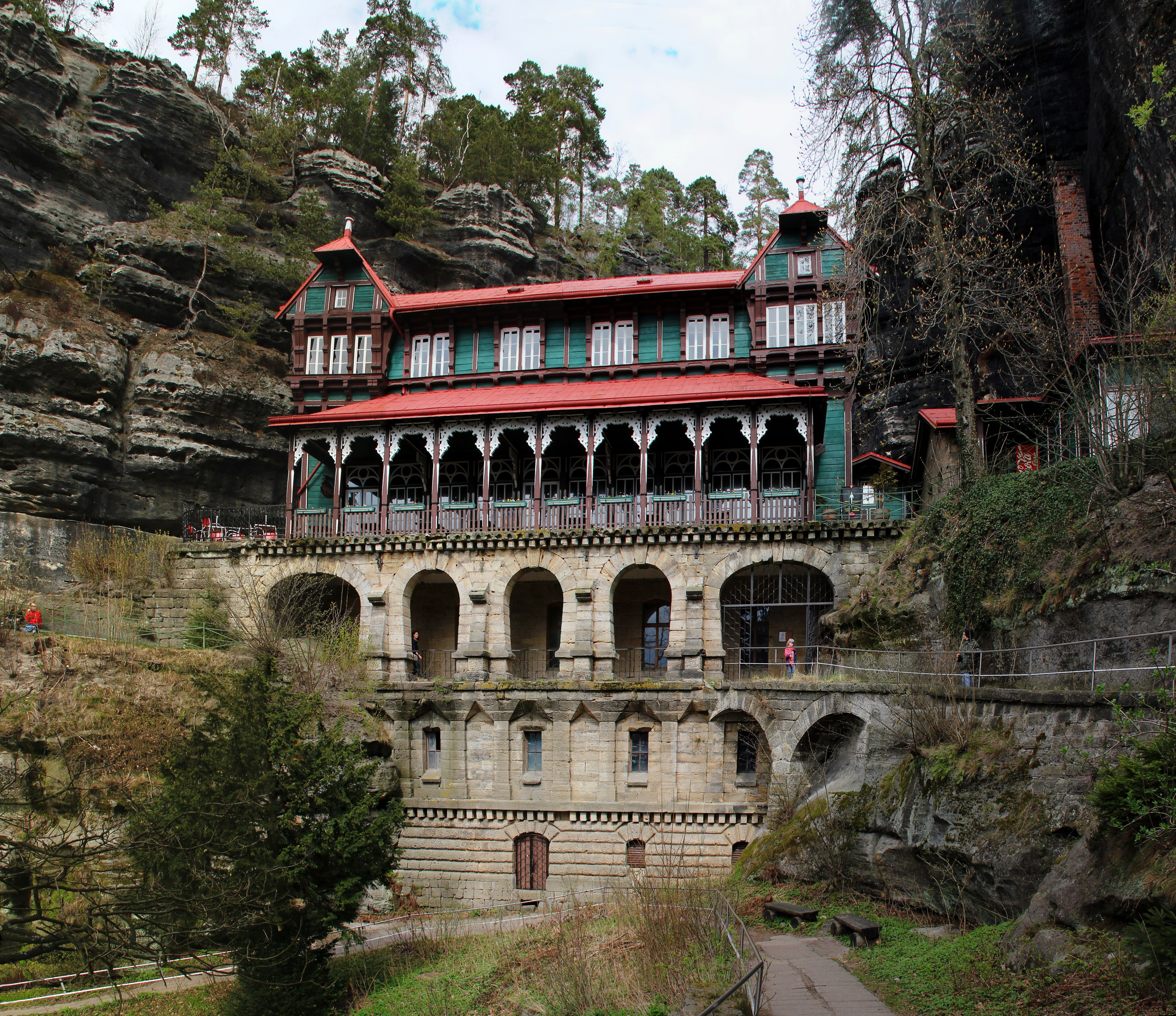
Hotel "Falkennest"
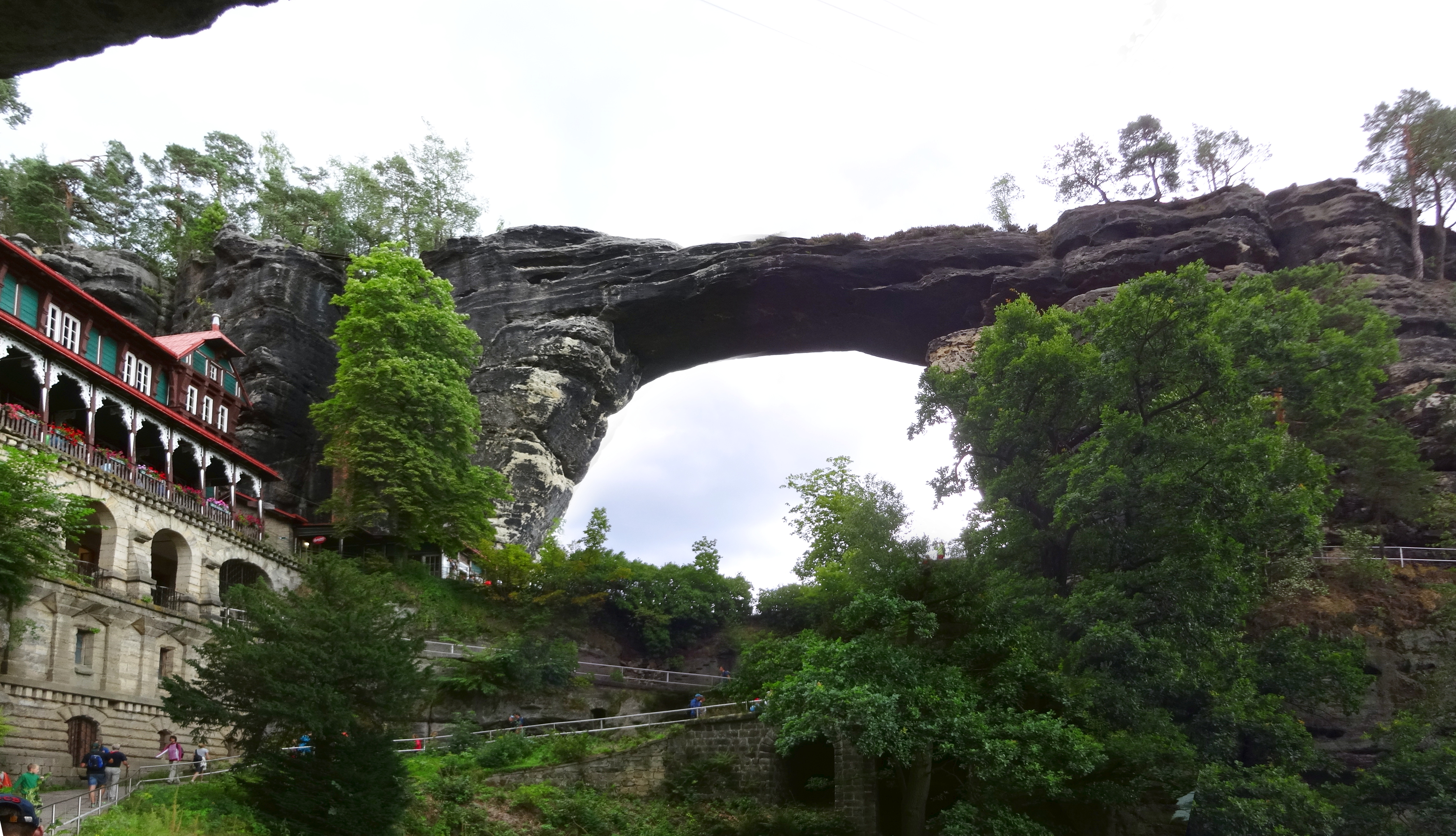
Prebischtor mit Gaststätte